# 小川屋
株式会社小川屋（おがわや）は、新潟県新潟市中央区古町通に本店を構える食品メーカーである。1893年（明治26年）に創業し、漬け魚を中心とした食品製造を手掛けており、新潟における土産や中元・歳暮の定番である。

## 概要
1893年、初代の小川駒吉が創業。甘露梅作りに始まり、鮭や鱒といった漬け魚を中心に、新潟の食材を活かした商品の製造を手がけた。やがて、酒かすや味噌にもこだわった高級品を売り出すようになり、新潟土産としての地位を確立した。1964年の新潟国体の際には天皇献上品に選ばれた。こうして、新潟における中元・歳暮の贈答品の定番となり、1990年代には年商13億円に達した。
ところが、バブル経済崩壊の影響により高級品のギフト需要が低迷し、小川屋の経営も悪化し、2016年度の年商は3億円にまで落ち込んだ。そこで、2016年12月に、NSGグループの株式会社和僑商店が事業承継し、葉葺正幸が代表取締役社長に就くことになった。和僑商店は、今代司酒造（創業1769年）、越後味噌醸造（同1931年）など新潟の老舗の事業承継で実績を上げていた。
2017年には、主力の「贈答用漬け魚」の新商品「匠漬（TAKUMI ZUKE）」を発売。熟成味噌やあま酒、塩麹で漬け込んだトラウトサーモン、紅鮭、銀鱈の計9種類の味わいからなる漬け魚である。
2017年現在の直営店舗は、新潟古町本店、新潟伊勢丹店、イオン新潟東店、清水フードセンター大学前店であり、オンラインストアでも販売を行っている。

## 沿革
- 1893年 - 小川駒吉が創業。
- 1908年 - 古町通に移転。
- 1964年 - 新潟国体で天皇献上品に選ばれる。
- 2016年 - 和僑商店が事業承継し、株式会社化する。
- 2017年 - 新商品「匠漬（TAKUMI ZUKE）」を発売。

## 主な商品
- 匠の焼漬

白焼きした魚介を醤油・酒・味醂のタレに漬けた新潟の郷土料理。
- 三色漬

新潟に古くから集まる鮭、鱈子、筋子の粕漬。粕漬は、新潟銘酒八海山の吟醸粕。
- 熟成紅ます

トラウトサーモンを小川屋で熟成させたもの。
- びん詰合せ

さけ茶漬を中心にした手作りの詰合せ。
ほかに、越乃甘粕漬、復刻味噌漬、焼き上げ越乃甘粕漬、越乃甘粕塩辛、あまざけ、いちじく甘露煮、惣菜などを販売している。